# Suche (szczyt)
Suche (629 m n.p.m.) – szczyt na granicy wsi Szare i Nieledwia w województwie śląskim, w powiecie żywieckim, w gminie Milówka. Wznosi się zaraz po wschodniej stronie drogi ekspresowej S1.
Suche ma dwa wierzchołki; na mapie Geoportalu podpisany jest wierzchołek południowy 629 m, drugi wierzchołek, nieco niższy (604 m), znajduje się w odległości około 500 m na południowy wschód. Obydwa są porośnięte lasem, na szczycie niższego jest nieczynny kamieniołom. Tuż po południowo-wschodniej stronie wyższego wierzchołka za dość płytką przełęczką wznosi się Syberia (637 m). Z dolinki po północnej stronie tych szczytów spływa potok Sucha Nieledwia, południowy stok Suchego opada do potoku Kiczora, północny na zabudowane tereny wsi Szare i Nieledwia
W regionalizacji fizycznogeograficznej Polski według Jerzego Kondrackiego szczyt Suche znajduje się w Beskidzie Śląskim, w nowej regionalizacji na Międzygórzu Jabłonkowsko-Koniakowskim.